# Крихубер, Фридрих
Фридрих (Фриц) Крихубер (нем. Friedrich (Fritz) Kriehuber; 1834—1871) — австрийский художник-литографист.

## Биография
Родился 7 июня 1834 года в Вене. Сын Йозефа Крихубера.
С 1848 года учился в Венской академии изобразительных искусств. Первоначально работал как художник-пейзажист, затем, под влиянием отца, стал заниматься литографией. Многие его работы печатались в иллюстрированных журналах.
Умер 12 октября 1871 года в Вене.

## Некоторые работы

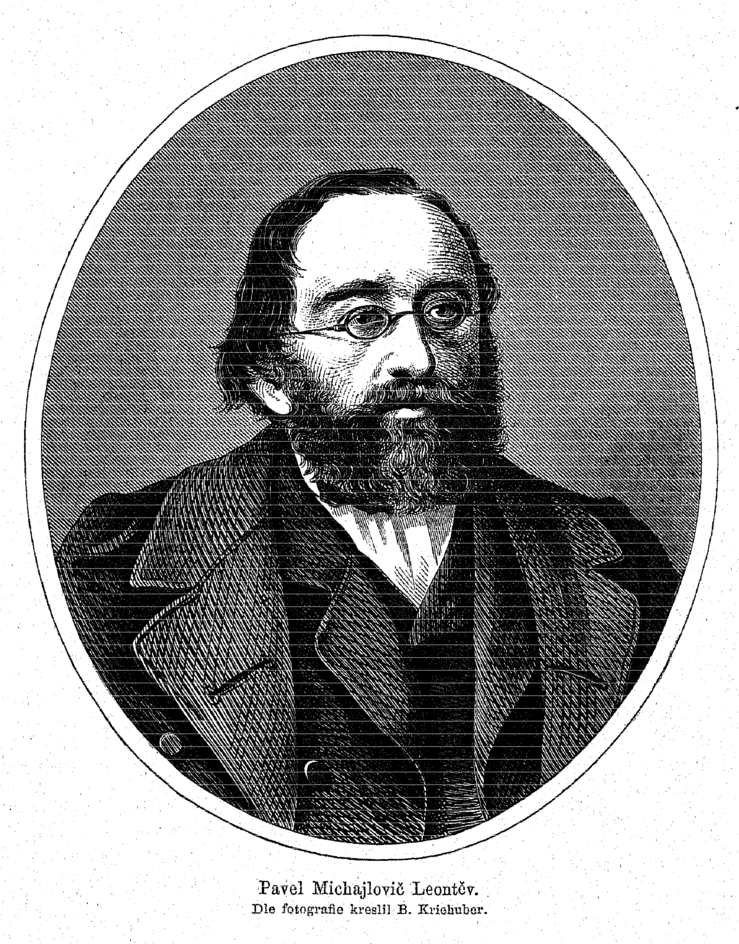
Павел Леонтьев
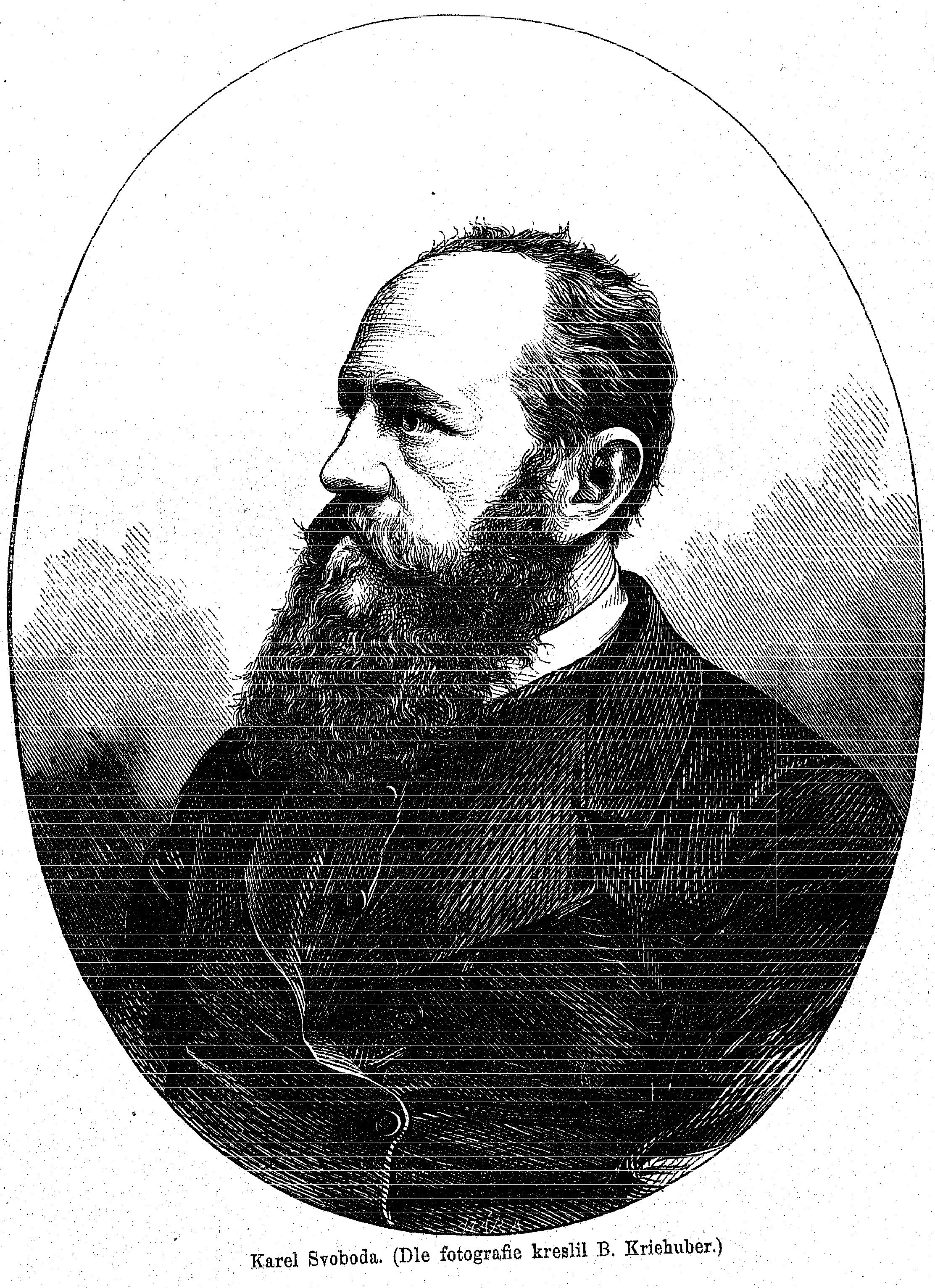
Карл Свобода
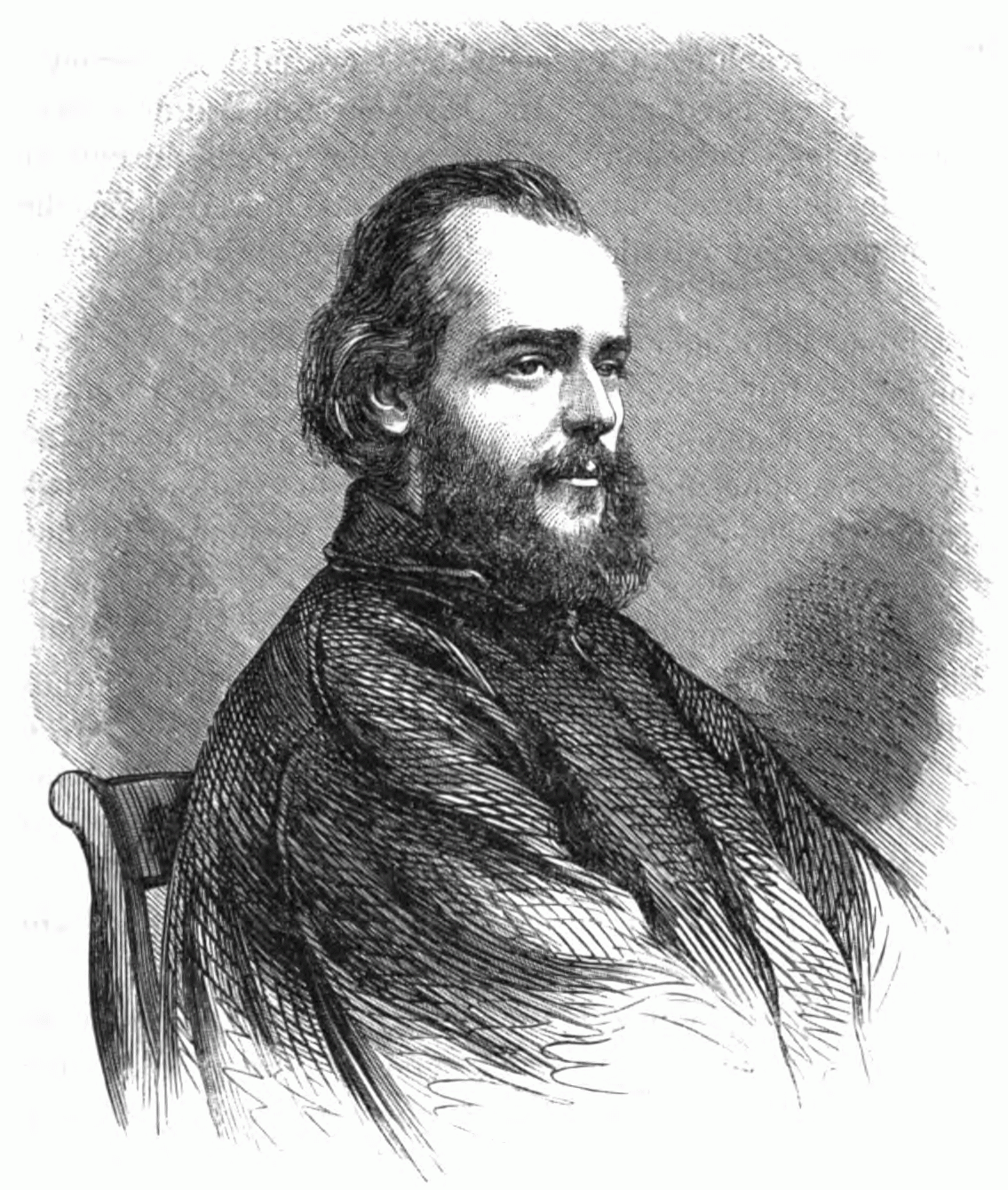
Ярослав Чермак